# Braj bhasha
Le braj bhasha (devanagari : ब्रज भाषा), appelé aussi brij bhasha (बॄज भाषा), brak bhakha (ब्रज भाखा), dehaati zabaan (देहाती ज़बान) ou simplement braj (ब्रज), est une langue indo-aryenne parlée par environ 1 600 000 de personnes dans la zone qui s'étend entre Delhi et Agra, en Uttar Pradesh. Il s'agit d'un dialecte du hindi occidental. Ce fut « la principale langue littéraire de l'Inde du Nord jusqu'au XIXe siècle ». Le braj basha est proche de l'awadhi, parlé dans la région voisine de l'Awadh.

## Étymologie
Le mot vraja (qui vient de la racine vraj-, « aller ») signifie « pâturage, enclos à bétail ». S'il figure déjà dans le Rig-Veda, c'est sans référence à une population ou à une région spécifique. Ce n'est que dans les Puranas  (entre autres dans le Bhagavat-Purana) que ce terme désignera définitivement une colonie de bergers sise dans les environs de Mathura et dont le roi est Nanda, le père adoptif de Krishna. 
On trouve dans l'ancienne littérature hindi les formes braj et brij, utilisées pour dénommer le pays autour de Mathura. En revanche, toujours dans la même littérature, la langue de ce pays s'appelle bhāshā ou encore bhākhā, et on retrouve ce terme pour désigner les autres dialectes littéraires du hindi. Avec sa signification de « langue courante », le mot était utilisé par les auteurs indiens écrivant en persan pour distinguer ce parler du sanskrit.
Toutefois, ce n'est qu'au XVIIe siècle que le mot braj apparaît. Avant cela, on donnait à cette langue le nom de madhyadeshîyabhâshâ (langue de la région centrale), du fait que c'est à Gwalior (Madhya Pradesh) que parurent les premières œuvres dans un idiome vernaculaire proche du braj. D'ailleurs, dans le persan parlé en Inde, on l'appelait parfois zabân-i-Gvâliar, c'est-à-dire langue de Gwalior.

## Aire géographique
Historiquement, c'est la langue du pays braj, qui s'étendait entre Delhi et Agra, le long de la rivière Yamuna, et dont la ville principale est Mathura. Aujourd'hui, le Brajbhumi (« pays braj ») est le nom donné à la région où Krishna aurait vécu jusqu'à l'âge de trente ans environ : il se situe dans la région du Doab, formant un triangle entre les villes d'Agra, Delhi et Jaipur, et s'étend sur une superficie d'environ 5 000 km2. Cette aire est toutefois mieux définie culturellement que géographiquement. Elle est un lieu important de pèlerinage lié à Krishna (une des localités principales étant Vrindavan, à une dizaine de kilomètres au nord de Mathura), avec quelque 50 millions de pèlerins visitant la région chaque année. 
De façon plus approximative, on peut dire que le braj est parlé sur une aire qui comprend l'ouest de l'Uttar Pradesh, l'est du Rajasthan et le nord du Madhya Pradesh ainsi que le district de Faridabad dans le Haryana. Les formes les plus pures sont parlées dans les villes de Mathura, Agra, Etah, and Aligarh. 

## Caractéristiques

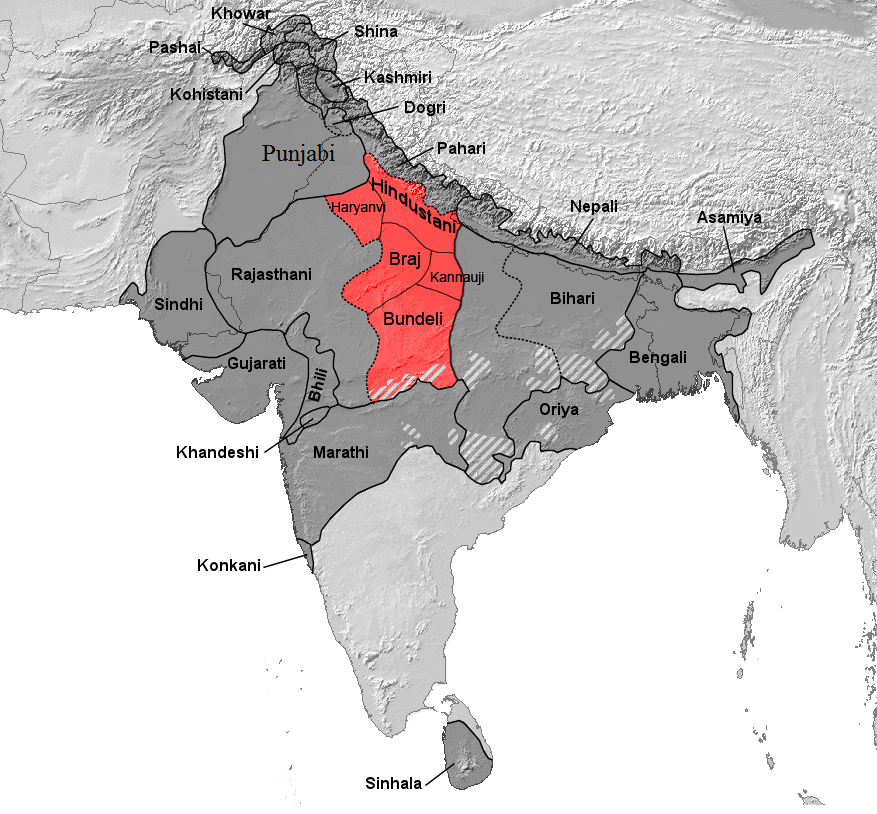
Le braj se trouve dans la partie occidentale de la zone centrale de l'hindi.

Le braj se base sur un dialecte parlé à l'est et au sud de Delhi, et à ce titre, il fait partie de la zone centrale de l'hindi. Il descend d'un prakrit appelé Śaurasenī. Le braj occupe une place parallèle à celle d'autres dialectes voisins comme le Hariyānī ou le Kanauji, ainsi que des langues comme le penjabi, le rajasthani, le gujarati, le marathi et le bengali. 

## Littérature
Le braj est des principales langues vernaculaires utilisées dans la littérature de l'Inde du Nord. La littérature hindi produite avant le XIXe siècle s'écrit largement le braj. Mais c'est surtout aux XVe et XVIe siècles que le braj va dominer la littérature hindie. L'essentiel des œuvres importantes de cette époque sont écrites en braj, à l'exception notable du Ramayan de Tulsidas, composé en awadhi (mais Tulsidas a aussi écrit en braj). 

### Littérature krishnaïte
La mythologie hindoue place la naissance, l'enfance et la jeunesse de Krishna (en compagnie de Radha) dans la région entre Mathura et <, au cœur du Brajbhumi. Or au XVIe siècle, les grands réformateurs religieux redécouvrent la geste de Krishna et développent autour de lui et des lieux qu'il a fréquentés un culte important. Vallabha (1479-1531) fondateur de la secte des vallhabites, encouragea vivement le développement d'une littérature en braj autour de Krishna et de sa geste, et cet élan fut poursuivi par son fils Vitthalnath (1518-1588). De très nombreux dévots-poètes fournirent une très grande production littéraire en langue braj, célébrant Krishna-Gopâl (« Krishna-bouvier »).

### Littérature sikh
C'est également une langue importante dans le sikhisme; elle a tenu une place notable dans les écrits de deux fondateurs de cette religion, Guru Amar Das et Guru Arjan. Le poète et bhagat Surdas, dont certains poèmes ont été repris dans le sikhisme, l'utilisait régulièrement.